# Anassandrida II
Anassandrida II (in greco antico: Ἀναξανδρίδας?, Anaxandrìdas; Sparta, VI secolo a.C. – 520 a.C. circa) fu re di Sparta della dinastia degli Agiadi dal 560 al 520 a.C. circa.
Figlio di Leonte, contemporaneo di Creso, regnò nella seconda metà del secolo VI a.C..

## Biografia
Anassandrida aveva avuto due mogli, delle quali non conosciamo il nome ma che erano sicuramente spartane, visto che le regine lo dovevano essere per legge. Dato che la prima moglie non riusciva a rimanere incinta, ottenne dagli efori il permesso di sposarne una seconda, dalla quale ebbe il figlio Cleomene. Dalla prima moglie, poco tempo dopo, ebbe il figlio Dorieo, ai quali seguirono Leonida, l'eroe delle Termopili, e Cleombroto, che fu nominato reggente del trono agìade di Sparta alla morte in battaglia del fratello.
Durante il regno di Ananssandrida, Sparta sconfisse finalmente Tegea, che aveva tenuto in scacco i suoi predecessori Euricratide e Leonte, e fu rafforzato il potere degli efori.
Alla sua morte, il trono passò al primogenito Cleomene I.

### Albero genealogico
|        |        |        |        |              |              |              |              |              |              |           |           | Euricratide           |                 |                 |                 |                       |                       |                       |                       |                       |                       |  |  |  |  |            |            |            |            |            |            |                |                |                |                |                |                |
|        |        |        |        |              |              |              |              |              |              |           |           |                       |                 |                 |                 |                       |                       |                       |                       |                       |                       |  |  |  |  |            |            |            |            |            |            |                |                |                |                |                |                |
|        |        |        |        |              |              |              |              |              |              |           |           | Leonte (re di Sparta) |                 |                 |                 |                       |                       |                       |                       |                       |                       |  |  |  |  |            |            |            |            |            |            |                |                |                |                |                |                |
|        |        |        |        |              |              |              |              |              |              |           |           |                       |                 |                 |                 |                       |                       |                       |                       |                       |                       |  |  |  |  |            |            |            |            |            |            |                |                |                |                |                |                |
|        |        |        |        | Prima moglie | Prima moglie | Prima moglie | Prima moglie | Prima moglie | Prima moglie |           |           | Anassandrida II       | Anassandrida II | Anassandrida II | Anassandrida II | Anassandrida II       | Anassandrida II       |                       |                       |                       |                       |  |  |  |  |            |            |            |            |            |            | Seconda moglie | Seconda moglie | Seconda moglie | Seconda moglie | Seconda moglie | Seconda moglie |
|        |        |        |        | Prima moglie | Prima moglie | Prima moglie | Prima moglie | Prima moglie | Prima moglie |           |           | Anassandrida II       | Anassandrida II | Anassandrida II | Anassandrida II | Anassandrida II       | Anassandrida II       |                       |                       |                       |                       |  |  |  |  |            |            |            |            |            |            | Seconda moglie | Seconda moglie | Seconda moglie | Seconda moglie | Seconda moglie | Seconda moglie |
|        |        |        |        |              |              |              |              |              |              |           |           |                       |                 |                 |                 |                       |                       |                       |                       |                       |                       |  |  |  |  |            |            |            |            |            |            |                |                |                |                |                |                |
|        |        |        |        |              |              |              |              |              |              |           |           |                       |                 |                 |                 |                       |                       |                       |                       |                       |                       |  |  |  |  |            |            |            |            |            |            |                |                |                |                |                |                |
| Dorieo | Dorieo | Dorieo | Dorieo | Dorieo       | Dorieo       |              |              | Leonida I    | Leonida I    | Leonida I | Leonida I | Leonida I             | Leonida I       |                 |                 | Cleombroto (reggente) | Cleombroto (reggente) | Cleombroto (reggente) | Cleombroto (reggente) | Cleombroto (reggente) | Cleombroto (reggente) |  |  |  |  | Cleomene I | Cleomene I | Cleomene I | Cleomene I | Cleomene I | Cleomene I |                |                |                |                |                |                |